# Obereulenthal
Obereulenthal ist ein Gemeindeteil der Stadt Geisenfeld im oberbayerischen Landkreis Pfaffenhofen an der Ilm. Die Einöde liegt circa zweieinhalb Kilometer westlich von Geisenfeld und ist über die Kreisstraße PAF 31 zu erreichen.
Am 1. Juli 1971 wurde Obereulenthal als Ortsteil der bis dahin selbständigen Gemeinde Unterpindhart zu Geisenfeld eingegliedert.